# Moncéfisme

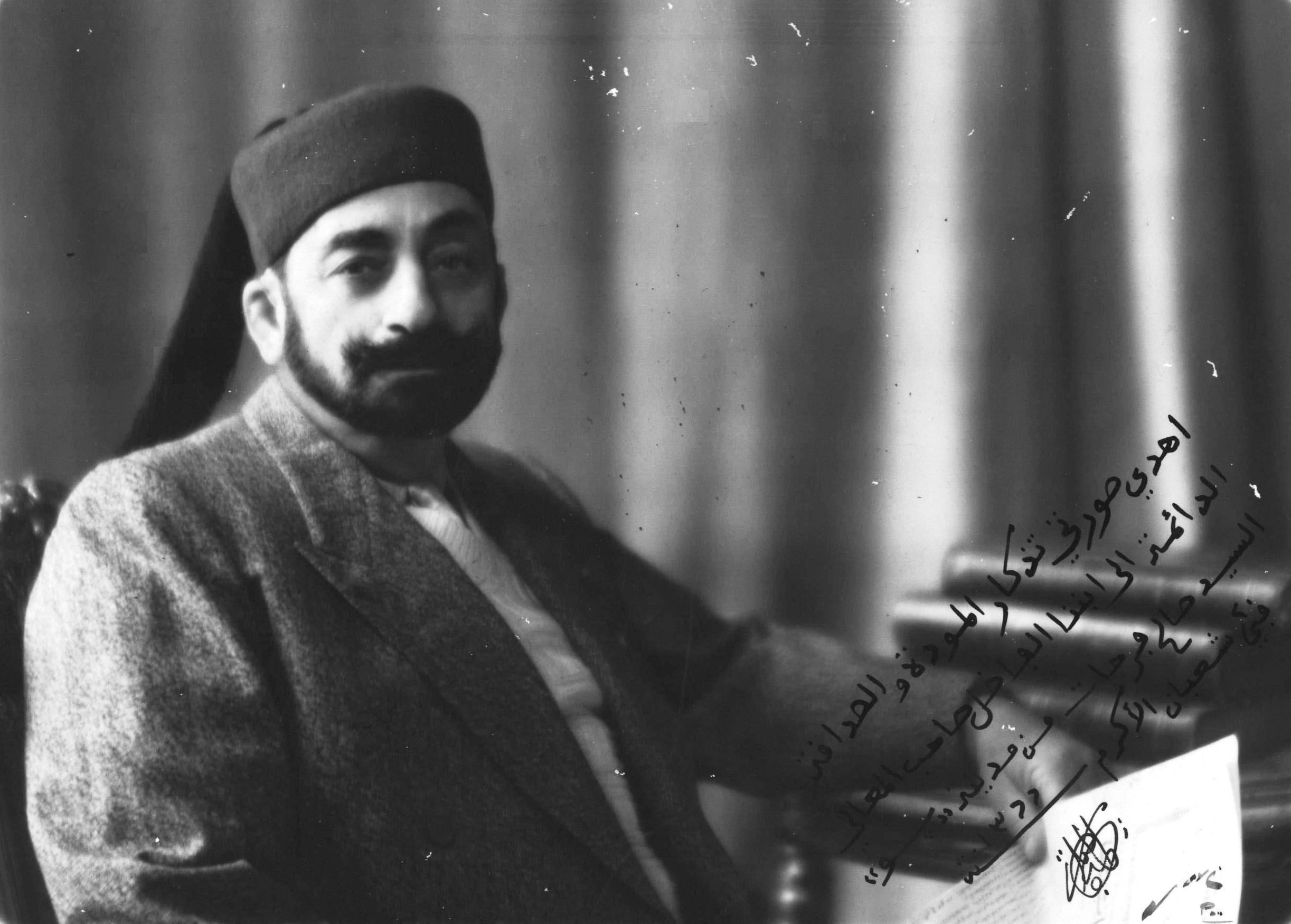
Portrait de Moncef Bey.

Le moncéfisme est la pensée politique tunisienne inspirée des idées et des actions de Moncef Bey,.

## Origines

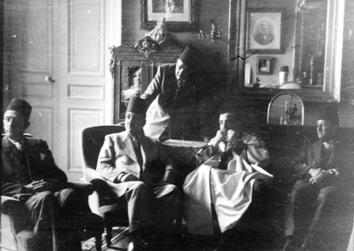
Photo du 5 octobre 1947 de Moncef Bey en exil à Pau, entouré de Salah Farhat à sa droite et de M'hamed Chenik à sa gauche, son frère le prince Mhamed à droite et son fils Raouf debout.

Le mouvement moncéfiste tire son origine des évènements d'avril 1922 en Tunisie, alors que Moncef est seulement prince. Il accompagne les nationalistes du Destour dans les rues de Tunis et marche fièrement à leurs côtés en dépit des répercussions françaises. Le 5 avril, au bout de la marche, il arrive à organiser une entrevue entre le Destour et son père Naceur Bey[source insuffisante],.

## Doctrine
On pourrait regrouper la doctrine moncéfiste en quatre points[source insuffisante], :
- indépendantisme : refus de la présence française et de son ingérence dans la politique beylicale ;
- royalisme : restauration des pouvoirs du bey tels qu'avant le protectorat français et règne sur le royaume de Tunisie avec l'appui du Destour ;
- islam : attachement à l'islam en tant que religion d'État ;
- populisme: Moncef Bey se veut un prince et un dirigeant proche de son peuple qu'il refusera d'abandonner à plusieurs reprises.

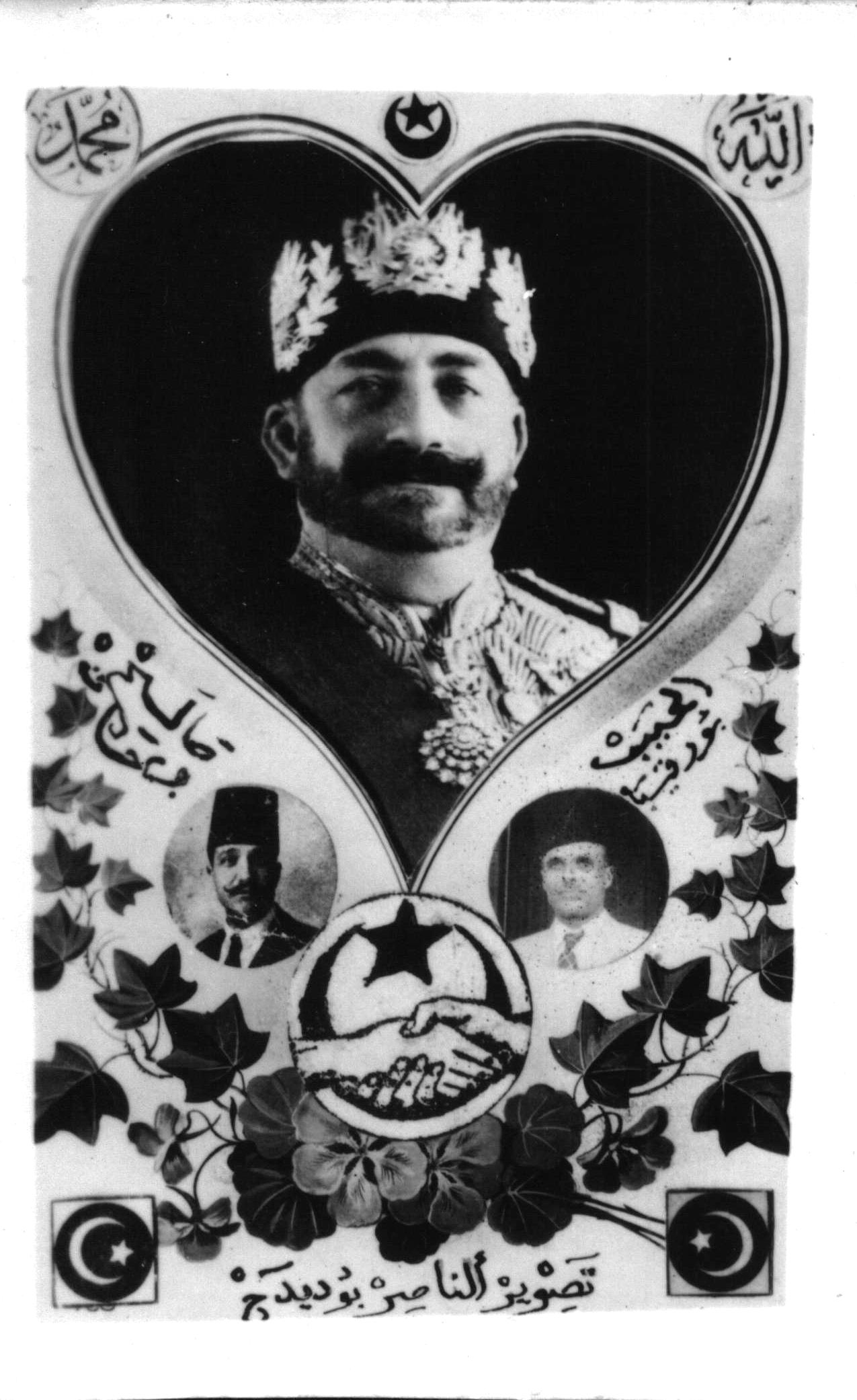
Photo populaire symbolisant la réconciliation des deux Destours sous l'autorité de Moncef Bey.

À la différence de ses prédécesseurs, Moncef Bey ne veut aucun compromis, il est d'ailleurs le premier bey depuis le protectorat à nommer ses ministres sans l'accord de l'autorité coloniale.

## Popularité
Dans les années 1930, la doctrine moncéfiste gagne en popularité, en particulier au sein du Destour totalement conquis à la cause du jeune prince. Le point culminant est atteint quand Moncef Bey accède au trône en 1942 et se prolonge jusqu'à sa mort en 1948[source insuffisante],. Après sa mort le mouvement moncéfiste s'essouffle en même temps que le Destour face au Néo-Destour.